# Thomas Wodianka
Thomas Wodianka (* 1974 in Schrobenhausen) ist ein deutscher Schauspieler.

## Leben
Wodianka begann zunächst ein Studium der Medizin, das er jedoch abbrach. Er war künstlerisch  als Straßenkünstler aktiv, wo er erste Erfahrungen in Improvisation und Performance machte. Von 1996 bis 2000 studierte er Schauspiel an der Hochschule für Musik und Theater in Hamburg.
2000 wurde er festes Ensemblemitglied am Schauspielhaus Zürich, wo er bis 2004 im Ensemble verblieb. Dort debütierte er in der Spielzeit 2000/01 unter der Regie von Falk Richter als Viktor in dem Theaterstück Polaroids von Mark Ravenhill. Weitere Rollen hatte er dort in Thomas Hürlimanns Schauspiel Synchron (Regie: Christoph Marthaler), als Theseus in Shakespeares Ein Sommernachtstraum (2000) und in Die Orestie von Aischylos (Regie jeweils Stefan Pucher).
Zwischen 2001 und 2003 trat er Schauspielhaus Zürich und am Théâtre de la Ville in Paris außerdem in mehreren Tanzstücken von Meg Stuart auf. Seit 2004 arbeitet er als freier Schauspieler. 2005 spielte er in dem Tanzstück Bare Back Lying von Simone Aughterlony (Theaterhaus Gessnerallee in Zürich und Rotterdamse Schouwburg).
Seit 2004 gastierte er mehrfach an der Schaubühne Berlin. Er spielte dort Medwedenko in Die Möwe von Anton Tschechow (Regie: Falk Richter, 2004), die Männerrollen in Der Hund, die Nacht und das Messer von Marius von Mayenburg (Regie: Benedict Andrews, 2008) und in einer Bühnenadaption der Aufzeichnungen aus dem Kellerloch von Fjodor Dostojewskij in einer Fassung von Egill Heiðar Anton Pálsson und Friederike Heller (Regie: Egill Heiðar Anton Pálsson, 2010).
Unter der Regie von Christoph Marthaler spielte Wodianka 2012 an der Volksbühne Berlin die Rollen Mann auf der Leiter/Joachim, der tollkühne Lebensrette/Ein Invalider/Tierkoordinator/Ein zweiter Schupo in Glaube Liebe Hoffnung; mit dieser Produktion gastierte er im Juni 2012 auch bei den Wiener Festwochen. 2013 trat Wodianka erneut bei den Wiener Festwochen auf, diesmal in dem Theaterprojekt Letzte Tage – Ein Vorabend von Christoph Marthaler.
In den Spielzeiten 2013/14 bis 2016/2017 war Wodianka festes Ensemblemitglied am Maxim Gorki Theater in Berlin. In der Spielzeit 2013/14 trat er im Januar 2014 in der Uraufführung von Small Town Boy von Falk Richter auf, einem Theaterprojekt über Geschlechterrollen, Homosexualität und Homophobie. Er spielte am Maxim Gorki Theater bisher u. a. Pawel Fjodorowitsch Protassow in Kinder der Sonne von Maxim Gorki (Spielzeit 2013/14; Regie: Nurkan Erpulat) und Papa Kemp in Seid nett zu Mr. Sloane von Joe Orton (Spielzeit 2014/15, Regie: Nurkan Erpulat). In der aktuellen Spielzeit 2014/15 trat er außerdem als Jan Beck in Erotic Crisis (Regie: Yael Ronen) und als Badjin in Zement von Heiner Müller auf. 2015 gastierte er bei den Salzburger Festspielen in den beiden Rollen des Antipholus von Syrakus bzw. von Ephesus in Shakespeares Frühwerk Komödie der Irrungen. 2016 übernahm er am Maxim Gorki Theater den Jago in Othello. In der Spielzeit 2023/24 gastierte er wieder am Schauspielhaus Zürich in Der Junge in der letzten Reihe von Juan Mayorga unter der Regie von Christiane Jatahy.
Seit Ende der 1990er übernahm Wodianka auch einige Film- und Fernsehrollen. Schwerpunkt seiner Tätigkeit als Schauspieler ist jedoch weiterhin das Theater. 2001 gab Wodianka sein Kinodebüt in dem Spielfilm Stiller Sturm (Regie: Tomasz Thomson). Er verkörperte darin den verheirateten jungen Mann Alexander, der sich auf einen nächtlichen Flirt einlässt, aber in der Morgendämmerung zu seiner Ehefrau zurückkehrt. Wodianka wirkte außerdem in Hauptrollen in den Kinofilmen Snowman’s Land (2010; Regie: Tomasz Thomson) und Lollipop Monster (2011; Regie: Ziska Riemann) mit.
Wodianka hatte auch Episodenrollen u. a. in den Serien Einsatz Hamburg Süd (1998; als Kalli, Mitglied einer Clique Jugendlicher, die paramilitärische Geländespiele aufführt), Großstadtrevier (2000), Alarm für Cobra 11 – Die Autobahnpolizei (2011) und Der Alte (2012).
Im Februar 2015 war er in der ZDF-Krimireihe Schuld nach Ferdinand von Schirach in der Episode Der Andere zu sehen. Er spielte den Callboy Jerome. Im Tatort: Der treue Roy, dem dritten Fall des Ermittlerduos Lessing und Dorn war er im April 2016 als Stahlarbeiter und Totengräber Karsten „Flamingo“ Schmöller zu sehen. Er spielte den Ex-Verlobten der weiblichen Hauptfigur Siegrid Weischlitz (Fritzi Haberlandt). Im Februar 2017 war er in der ZDF-Serie SOKO Köln in einer Episodenhauptrolle zu sehen; er spielte Andy Henke, den tatverdächtigen Inhaber eines Imbisswagens. 
Wodianka lebt in Berlin.

## Filmografie (Auswahl)
- 1998: Bella Block: Auf der Jagd (Fernsehreihe)
- 1998: Einsatz Hamburg Süd (Fernsehserie, Folge: Der Bunker)
- 2000: Großstadtrevier (Fernsehserie, Folge: Verlorene Töchter)
- 2001: Stiller Sturm (Kinofilm)
- 2006: Geisterstunde (Kinofilm)
- 2010: Snowman’s Land (Kinofilm)
- 2011: Lollipop Monster (Kinofilm)
- 2011: Alarm für Cobra 11 – Die Autobahnpolizei (Fernsehserie, Folge: Turbo & Tacho Reloaded)
- 2012: Der Alte (Fernsehserie, Folge: Die Stunde des Jägers)
- 2015: Schuld nach Ferdinand von Schirach (Fernsehserie, Folge: Der Andere)
- 2016: Tatort – Der treue Roy (Fernsehreihe)
- 2017: SOKO Köln (Fernsehserie, Folge: Messerscharf)
- 2022: Aus meiner Haut
- 2024: Gier nach Gold. Ein Krimi aus Passau (Fernsehreihe)
- 2025: Die Chefin (Fernsehserie, Folge: True Crime)